# Walter Arauco Camargo
Walter Eduardo Arauco Camargo (Huancayo, 11 de julio de 1950) es un arquitecto y político peruano. Fue regidor del distrito de Ate en dos ocasiones y diputado por la región Junín en el disuelto periodo 1990-1992.

## Biografía
Nació en la ciudad de Huancayo, el 11 de julio de 1950.
Cursó sus estudios de arquitectura en la Universidad Nacional Autónoma de México entre 1973 y 1977. En 1980, de vuelta en Huancayo, fue catedrático en la Universidad Nacional del Centro del Perú, cargo que ejercería hasta 1993 paralelamente con su actividad profesional privada.

## Carrera política
Fue miembro del Partido Popular Cristiano y participó en las elecciones del año 1980 como candidato a regidor provincial de Huancayo, sin obtener la representación.
En 1984 fue director de Vivienda Regional de la CORDE-Junín.
En las elecciones de 1986 fue candidato a la alcaldía de la provincia de Huancayo y quedó en el tercer lugar con sólo el 8.236% de los votos.
En las elecciones parlamentarias de 1990, Arauco fue candidato del Frente Democrático a la Cámara de Diputados por el departamento de Junín, logrando ser elegido para el periodo parlamentario 1990-1995. Sin embargo, su cargo fue disuelto el 5 de abril de 1992 por el autogolpe de Estado decretado por el presidente Alberto Fujimori.
Arauco se mudó a la ciudad de Lima y en las elecciones municipales de 1998 postuló como regidor del distrito de Ate por Somos Perú, partido político de Alberto Andrade, y tuvo éxito. Fue reelegido en las elecciones del 2002. Luego intentó nuevamente entrar al Congreso de la República en las elecciones del año 2006 por Unidad Nacional, sin obtener la representación.
En el año 2008, Walter Arauco fue designado como gerente de Desarrollo Urbano y Ambiente de Huancayo y permaneció en el cargo hasta el año 2009. Posteriormente en el año 2011, Arauco fue sancionado con 2 meses de cese temporal sin goce de remuneraciones luego de que fuera hallado responsable de otorgar licencias de obras sin contar con la habilitación urbana de los predios.